# كونومي سوزوكي
}}
كونومي سوزوكي (باليابانية: 鈴木このみ؛ بالكانا: すずき このみ) هي مغنية يابانية، ولدت في 5 نوفمبر 1996 في أوساكا في اليابان.

## وصلات خارجية
- الموقع الرسمي
- كونومي سوزوكي على موقع ميوزك برينز (الإنجليزية)
- كونومي سوزوكي على موقع أول ميوزيك (الإنجليزية)
- كونومي سوزوكي على موقع ديسكوغز (الإنجليزية)
- كونومي سوزوكي على موقع ANN person (الإنجليزية)